# Laeser edition
LAESER edition ist ein Buchverlag aus Berlin, der 1999 gegründet wurde. Der Verlag steht für anspruchsvolle Lyrik-, Musik- und Kunstveröffentlichungen.
Ausgewählte Autoren, Musiker und Künstler sind Charlotte Grasnick, Ulrich Grasnick, José Pablo Quevedo, Víctor Bueno Román, Sebastian Kautz, Eva Vent, Anne Manzek und Michael Manzek.

## Auszeichnungen
Für „Grenzen des Vorstellbaren“ von Anne Manzek erhielten der Verlag und die Künstlerin den Förderpreis für junge Buchgestalter der Stiftung Buchkunst unter der Rubrik „Die schönsten Bücher Deutschlands“ 2002 auf der Frankfurter Buchmesse zugesprochen.